# Мустанги Лас-Колинаса
Муста́нги Лас-Коли́наса (англ. Mustangs at Las Colinas или Mustangs of Las Colinas) — бронзовая скульптурная композиция на площади Уильямс (Williams Square) в районе Лас-Колинас в городе Ирвинг (штат Техас, США). Она считается одной из самых больших скульптурных групп лошадей в мире. Скульптор — Роберт Глен (Robert Glen, род. 1940).

## Описание
Скульптура изображает девять мустангов — диких лошадей, которые в течение долгого времени водились на значительной части территории штата Техас. Размер бронзовых мустангов в полтора раза больше их натуральной величины. Они изображены бегущими по текущей воде, с фонтанами, создающими эффект брызг, вздымаемых копытами. Основная идея скульптуры — передать движущую силу, инициативу и раскрепощённый дух, которые были присущи Техасу в период его освоения.
Южная часть площади открывается на бульвар О'Коннора (O'Connor Boulevard), в то время как строения с остальных сторон площади довольно высоки — 26-этажное здание на севере (высотой 109 м) и 14-этажные здания (высотой 66 м) на востоке и на западе. Несмотря на внушительный размер скульптуры, высокие здания вокруг неё уменьшают пространственный эффект.

## История

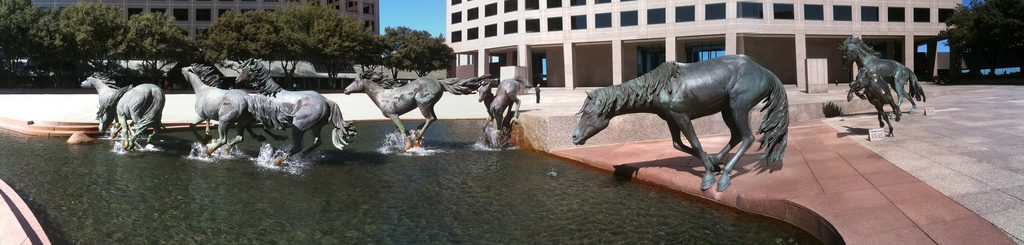
Мустанги Лас-Колинаса

Работа над скульптурной композицией была начата в 1976 году. На первом этапе кенийский скульптор Роберт Глен, которому было поручено создание скульптур, работал над уменьшенными моделями мустангов в своей студии в Найроби. Отливка бронзовых фигур производилась в литейной мастерской «Моррис Зингер» в Англии, и она была завершена в ноябре 1981 года, а сама скульптура была установлена в 1984 году. Архитектурный дизайн был создан фирмой SWA Group и представлял собой неглубокий поток воды длиной примерно 130 м, текущий с северо-востока на юго-запад через выложенную гранитом (с небольшим наклоном) площадь Уильямс (Williams Square). Планировка скульптуры получила Почётную национальную премию Американского общества ландшафтных архитекторов (ASLA).